# Akörenkışla, Karatay
Akörenkışla là một xã thuộc quận Karatay, tỉnh Konya, Thổ Nhĩ Kỳ. Dân số thời điểm năm 2011 là 788 người.